# Smile (Eveのアルバム)
『Smile』（スマイル）は、2020年2月12日に発売されたEveのメジャー2枚目、通算6枚目のアルバムである。発売元はトイズファクトリー。

## 背景
前作『おとぎ』より約1年ぶりのリリース。
2020年2月9日にアルバムのティザー映像がYouTubeに公開された。
収録曲の「心予報」は、同年1月31日より先行配信された。

## チャート成績
『Smile』は、初週27,423枚を売り上げ、オリコン2020年2月24日付の週間ランキングで最高（初登場）2位を記録。

## リリース・プロモーション
初回限定盤であるSmile盤と通常盤の全2形態で発売。Smile盤は特製ボックス仕様となり、4曲のミュージックビデオを収めたDVDに加え、ブックレット、シングルジャケットコレクションが封入される。また、早期予約特典としておとぎ劇場ダイジェストDVDが、初回プレス分封入特典として「Eve LIVE Smile」最速先行抽選応募チケット、“ZINGAIカード” が付属する。
| 対象店舗                                | 特典内容                                                                 |
| --------------------------------------- | ------------------------------------------------------------------------ |
| アニメイト/アニメイトオンラインショップ | A4オリジナルクリアファイル(全2種の内から、ランダムで1種)、イベント抽選券 |
| アニメイト盤(Self coverCD付き)          | 【Self Cover 収録内容】・リア・グレイの海                                |
| TOWER RECORDS / TOWER RECORDS ONLINE    | 特典CD(闇夜、レーゾンデートル、心予報 オルゴールver 全3曲)               |
| TSUTAYA RECORDS                         | オリジナルチケットホルダー                                               |
| HMV / HMV&BOOKS online                  | ラバーバンド                                                             |
| ヴィレッジヴァンガード                  | 特典CD(ぼっちラジオ3)                                                    |
| Amazon                                  | Smile缶バッジ (全2種の内から、ランダムで1種)                             |
| 応援店                                  | しおり                                                                   |

## ミュージック・ビデオ
LEO
アニメーション：Mah
アルバム発売後の2020年2月16日にYouTubeで公開された。
いのちの食べ方 (movie ver.)
アニメーション：まりやす
アルバムに収録されているものとは異なるアレンジとなっている。2020年5月22日にYouTubeで公開された。のちにこのバージョンは「いのちの食べ方 (DanceMix ver.)」と題して、配信限定EP『群青讃歌/遊生夢死』に収録された。
心予報
監督：依田伸隆 / 美術監督：田向潤 / 企画・プロデュース：川村元気 / アニメーション製作：ENISHIYA Inc. 
ガーナとのコラボMVとなっている。2020年1月30日にYouTubeで公開された。
バウムクーヘンエンド
監督：Waboku
ジャンプ漫画のような大団円を目指し制作された。2019年8月29日にYouTubeで公開された。

## 収録内容
| 全作詞: Eve (#1,12を除く)。 |                          |           |           |                  |      |
| #                           | タイトル                 | 作詞      | 作曲      | 編曲             | 時間 |
| 1.                          | 「doublet」              |           | Eve、Numa | Numa             | 1:14 |
| 2.                          | 「LEO」                  |           | Eve       | Numa             | 4:07 |
| 3.                          | 「レーゾンデートル」     | Eve       | Eve       | Numa             | 3:42 |
| 4.                          | 「虚の記憶」             |           | Eve       | Numa             | 3:49 |
| 5.                          | 「いのちの食べ方」       |           | Eve       | Numa             | 3:44 |
| 6.                          | 「闇夜」                 |           | Eve       | Numa             | 3:50 |
| 7.                          | 「朝が降る」             |           | Eve       | Numa             | 4:04 |
| 8.                          | 「心予報」               |           | Eve       | TAKU INOUE、Numa | 3:20 |
| 9.                          | 「白銀」                 |           | Eve       | Numa             | 4:05 |
| 10.                         | 「バウムクーヘンエンド」 |           | Eve       | Numa             | 3:29 |
| 11.                         | 「mellow」               |           | Eve       | Numa             | 4:46 |
| 12.                         | 「ognanje」              |           | Eve、Numa | Numa             | 0:45 |
| 13.                         | 「胡乱な食卓」           |           | Eve       | Eve、Numa        | 1:58 |
| 合計時間:                   | 合計時間:                | 合計時間: | 合計時間: | 42:58            |      |

| #  | タイトル                             | 作詞 | 作曲・編曲 | 監督               |
| -- | ------------------------------------ | ---- | ---------- | ------------------ |
| 1. | 「闇夜 Music Video」                 |      |            | Mah/Waboku         |
| 2. | 「バウムクーヘンエンド Music Video」 |      |            | Waboku             |
| 3. | 「レーゾンデートル Music Video」     |      |            | 中山竜             |
| 4. | 「心予報 Music Video」               |      |            | 依田伸隆 (10GAUGE) |

## 楽曲解説
doublet
インスト曲。
タイトルは「よく似たものの一方」という意味。イメージは「心の叫び」である。
LEO
タイトルは「レー・オー=00」から。Eve曰く「今作で一番言いたかったことが言えている曲」。
『Eve winter tour 2019-2020 [胡乱な食卓]』で初披露された。
レーゾンデートル
専門学校HAL (東京・大阪・名古屋)CMタイアップソング。
配信限定シングル。
虚の記憶
本楽曲を元に自身が原作とプロデュースをした同名の漫画が2020年4月15日発売の『月刊コミックジーン』5月号より連載されている。
いのちの食べ方
本楽曲を元に自身が原作とプロデュースをした同名の小説がMF文庫Jより刊行。十文字青が執筆を担当。「次にくるライトノベル大賞2022」文庫部門にて1位を獲得。小説のコミカライズが2023年10月14日発売の『月刊コミックジーン』11月号より連載されている。漫画はゆととが担当している。
闇夜
TVアニメ『どろろ』第2期エンディング・テーマ。
配信限定シングル。
朝が降る

心予報
ガーナチョコレート “ピンクバレンタイン”テーマソング。
アレンジにはTAKU INOUEが参加している。
白銀
JR SKISKI 2019-2020 キャンペーンテーマソング。
配信限定シングル。
バウムクーヘンエンド
スペースシャワーTV開局30周年記念STATION ID。
mellow
歌詞の「この人生は歩く影法師のような物語／この人生は歩く影法師のような物語 意味なんてない／だけど」はシェイクスピアの言葉からの引用。
ognanje
インスト曲。タイトルは「取り替え子」という意味。
胡乱な食卓
『Eve winter tour 2019-2020 [胡乱な食卓]』のタイトルに使用されており、そこで初披露された。
アレンジにはEveも参加している。

## Eve winter tour 2019-2020 胡乱な食卓
本作品をリリースする前に全国ツアー『Eve winter tour 2019-2020 胡乱な食卓』が開催された。当時はまだ未発表であった「LEO」や「胡乱な食卓」などが先行披露された。
| 日程               | 開場/開演   | 都道府県 | 会場                            |
| ------------------ | ----------- | -------- | ------------------------------- |
| 2019年12月24日(火) | 17:00/18:00 | 宮城県   | トークネットホール仙台 大ホール |
| 2020年1月2日(木)   | 17:00/18:00 | 愛知県   | Zepp Nagoya                     |
| 2020年1月3日(金)   | 17:00/18:00 | 大阪府   | Zepp Namba                      |
| 2020年1月5日(日)   | 17:00/18:00 | 広島県   | JMSアステールプラザ 大ホール    |
| 2020年1月11日(土)  | 17:00/18:00 | 東京都   | 東京国際フォーラム ホールA      |

## Eve Live Smile
本作品を引っ提げた自身初のアリーナ・ワンマン『Eve Live Smile』が開催予定だったが、新型コロナウイルスの影響により延期ののち中止となった。
| 日程              | 開場/開演   | 都道府県 | 会場                     |
| ----------------- | ----------- | -------- | ------------------------ |
| 2020年5月23日(土) | 17:00/18:00 | 神奈川県 | ぴあアリーナMM           |
| 2021年3月6日(土)  | 17:00/18:00 | 神奈川県 | ぴあアリーナMM ※振替公演 |

また、スケジュールなどは正式に発表されなかったが、本人曰くこれに続いて同年の夏から秋にかけて全国ホールツアーを開催する予定があったとのこと。

## クレジット
Eve - Vocal, Chorus
Numa - All other instruments
参加ミュージシャン
Guitar : 沼能友樹 (M1ｰ13)
Drums : 堀正輝 (M3.M9)
Beat Programming : 堀正輝 (M5)